# Dekanat Sił Powietrznych Południe
Dekanat Sił Powietrznych Południe – dawny dekanat Ordynariatu Polowego Wojska Polskiego. Z dniem 1 lutego 2012 roku został zlikwidowany dekretem biskupa Józefa Guzdka.

## Parafie
W skład dekanatu wchodziły 4 parafie:
- parafia wojskowa Matki Bożej Loretańskiej – Dęblin
- parafia wojskowa św. Rafała Archanioła – Łask
- parafia wojskowo-cywilna św. Michała Archanioła – Mińsk Mazowiecki
- parafia wojskowa św. Stanisława Biskupa – Radom